# Bio (Francia)
Bio è un comune francese di 320 abitanti situato nel dipartimento del Lot nella regione dell'Occitania. Il comune fa parte della regione naturale francese della Limargue.

## Società

### Evoluzione demografica
Abitanti censiti